# Latour-Bas-Elne
Latour-Bas-Elne  est une commune française située dans l'est du département des Pyrénées-Orientales, en région Occitanie. Sur le plan historique et culturel, la commune est dans le Roussillon, une ancienne province du royaume de France, qui a existé de 1659 jusqu'en 1790 et qui recouvrait les trois vigueries du Roussillon, du Conflent et de Cerdagne.
Exposée à un climat méditerranéen, aucun cours d'eau permanent n'est répertorié sur la commune.
Latour-Bas-Elne est une commune urbaine qui compte 3 224 habitants en 2022, après avoir connu une forte hausse de la population depuis 1962. Elle est dans l'agglomération de Saint-Cyprien et fait partie de l'aire d'attraction de Perpignan. Ses habitants sont appelés les Latourais ou  Latouraises.

## Géographie

### Localisation
La commune de Latour-Bas-Elne se trouve dans le département des Pyrénées-Orientales, en région Occitanie.
Elle se situe à 13 km à vol d'oiseau de Perpignan, préfecture du département, à 24 km de Céret, sous-préfecture, et à 3 km d'Elne, bureau centralisateur du canton de la Plaine d'Illibéris dont dépend la commune depuis 2015 pour les élections départementales.
La commune fait en outre partie du bassin de vie de Saint-Cyprien.
Les communes les plus proches sont : 
Saint-Cyprien (1,3 km), Elne (2,7 km), Alénya (4,1 km), Corneilla-del-Vercol (4,6 km), Palau-del-Vidre (5,0 km), Théza (5,4 km), Montescot (5,6 km), Saint-André (6,6 km).
Sur le plan historique et culturel, Latour-Bas-Elne fait partie de l'ancienne province du royaume de France, le Roussillon, qui a existé de 1659 jusqu'à la création du département des Pyrénées-Orientales en 1790 et qui recouvrait les trois vigueries du Roussillon, du Conflent et de Cerdagne.
Latour-Bas-Elne n'a que deux communes limitrophes : Saint-Cyprien au nord et à l'est, et Elne au sud et à l'ouest.

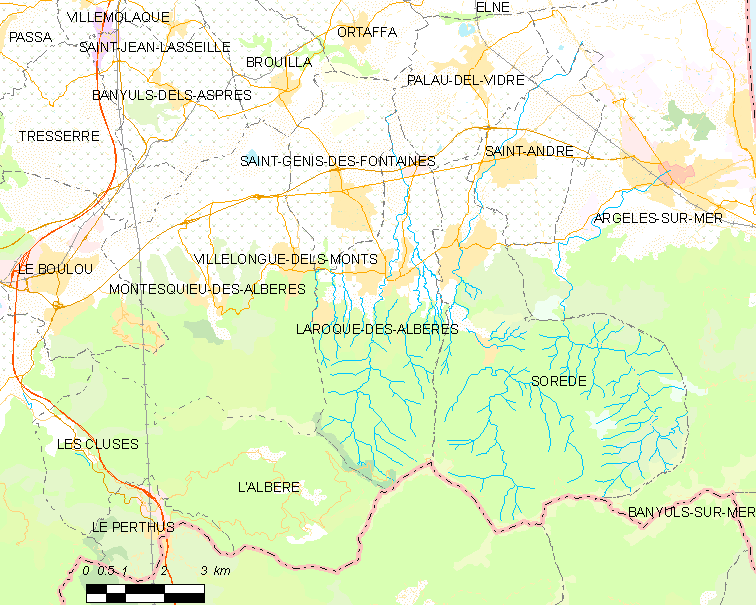
Situation de la commune.

### Géologie et relief
La commune est classée en zone de sismicité 3, correspondant à une sismicité modérée.

### Climat
Pour des articles plus généraux, voir Climat de l'Occitanie et Climat des Pyrénées-Orientales.
En 2010, le climat de la commune est de type climat méditerranéen franc, selon une étude du CNRS s'appuyant sur une série de données couvrant la période 1971-2000. En 2020, Météo-France publie une typologie des climats de la France métropolitaine dans laquelle la commune est exposée à un climat méditerranéen et est dans la région climatique Provence, Languedoc-Roussillon, caractérisée par une pluviométrie faible en été, un très bon ensoleillement (2 600 h/an), un été chaud (21,5 °C), un air très sec en été, sec en toutes saisons, des vents forts (fréquence de 40 à 50 % de vents > 5 m/s) et peu de brouillards.
Pour la période 1971-2000, la température annuelle moyenne est de 15,1 °C, avec une amplitude thermique annuelle de 15,5 °C. Le cumul annuel moyen de précipitations est de 640 mm, avec 4,9 jours de précipitations en janvier et 2,6 jours en juillet. Pour la période 1991-2020, la température moyenne annuelle observée sur la station météorologique la plus proche, située sur la commune de Canet-en-Roussillon à 11 km à vol d'oiseau, est de 15,9 °C et le cumul annuel moyen de précipitations est de 658,3 mm,. Pour l'avenir, les paramètres climatiques de la commune estimés pour 2050 selon différents scénarios d’émission de gaz à effet de serre sont consultables sur un site dédié publié par Météo-France en novembre 2022.

### Milieux naturels et biodiversité
Aucun espace naturel présentant un intérêt patrimonial n'est recensé sur la commune dans l'inventaire national du patrimoine naturel,,.

## Urbanisme

### Typologie
Au 1er janvier 2024, Latour-Bas-Elne est catégorisée centre urbain intermédiaire, selon la nouvelle grille communale de densité à sept niveaux définie par l'Insee en 2022.
Elle appartient à l'unité urbaine de Saint-Cyprien, une agglomération intra-départementale regroupant quatorze  communes, dont elle est une commune de la banlieue,,. Par ailleurs la commune fait partie de l'aire d'attraction de Perpignan, dont elle est une commune de la couronne,. Cette aire, qui regroupe 118 communes, est catégorisée dans les aires de 200 000 à moins de 700 000 habitants,.

### Occupation des sols
L'occupation des sols de la commune, telle qu'elle ressort de la base de données européenne d’occupation biophysique des sols Corine Land Cover (CLC), est marquée par l'importance des territoires agricoles (63,7 % en 2018), en diminution par rapport à 1990 (81,8 %). La répartition détaillée en 2018 est la suivante : 
zones agricoles hétérogènes (63,7 %), zones urbanisées (36,3 %). L'évolution de l’occupation des sols de la commune et de ses infrastructures peut être observée sur les différentes représentations cartographiques du territoire : la carte de Cassini (XVIIIe siècle), la carte d'état-major (1820-1866) et les cartes ou photos aériennes de l'IGN pour la période actuelle (1950 à aujourd'hui).

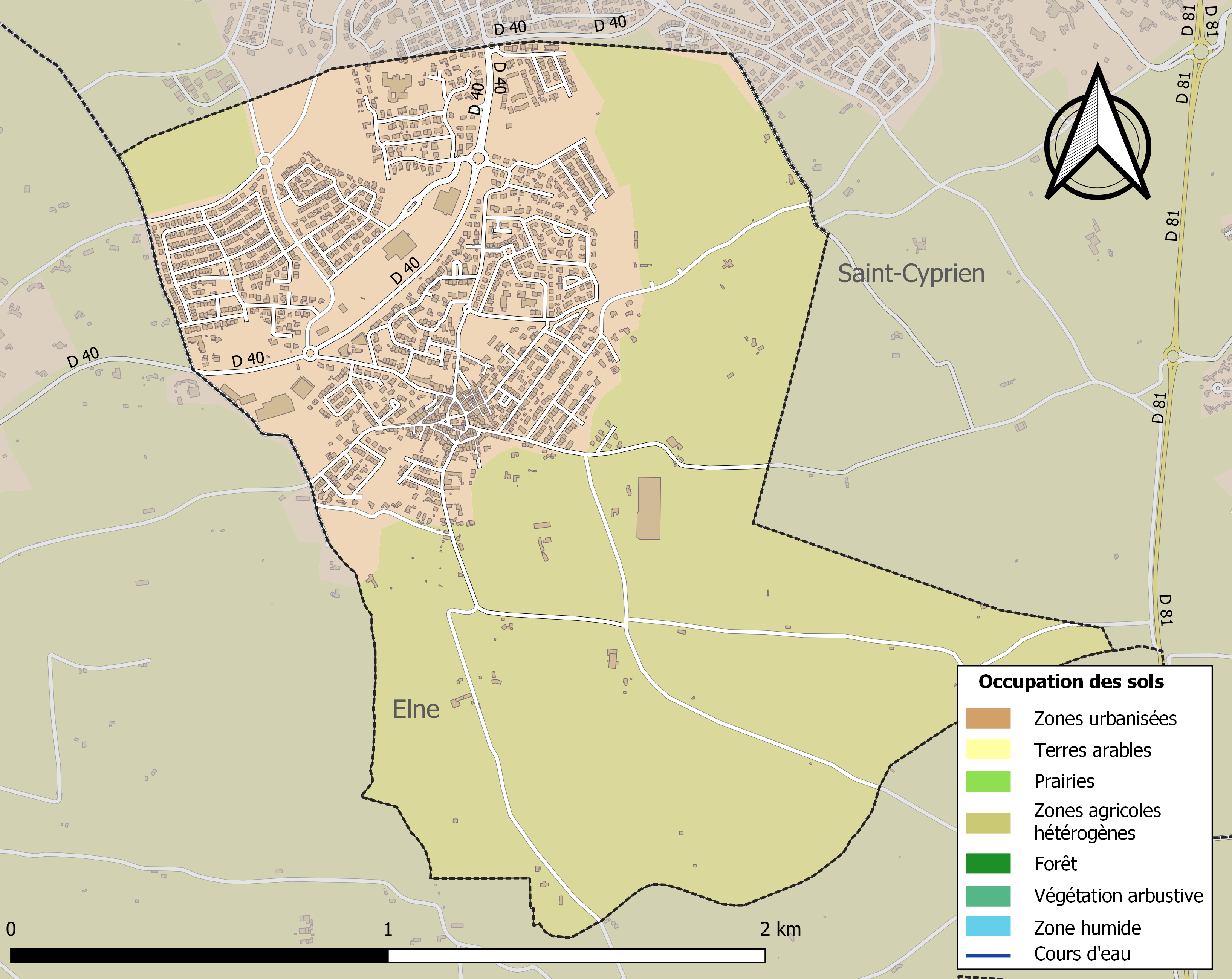
Carte des infrastructures et de l'occupation des sols de la commune en 2018 (CLC).

### Voies de communication et transports
La ligne 543 du réseau régional liO relie la commune à Saint-Cyprien et à Argelès-sur-Mer, et la ligne 574 relie la commune à la gare de Perpignan.

### Risques majeurs
Le territoire de la commune de Latour-Bas-Elne est vulnérable à différents aléas naturels : inondations, climatiques (grand froid ou canicule), mouvements de terrains et séisme (sismicité modérée),.
Certaines parties du territoire communal sont susceptibles d’être affectées par le risque d’inondation par crue torrentielle de cours d'eau du bassin du Tech. La commune fait partie du territoire à risques importants d'inondation (TRI) de Perpignan-Saint-Cyprien, regroupant 43 communes du bassin de vie de l'agglomération perpignanaise, un des 31 TRI qui ont été arrêtés le 12 décembre 2012 sur le bassin Rhône-Méditerranée. Des cartes des surfaces inondables ont été établies pour trois scénarios : fréquent (crue de temps de retour de 10 ans à 30 ans), moyen (temps de retour de 100 ans à 300 ans) et extrême (temps de retour de l'ordre de 1 000 ans, qui met en défaut tout système de protection),.
Les mouvements de terrains susceptibles de se produire sur la commune sont liés au retrait-gonflement des argiles. Une cartographie nationale de l'aléa retrait-gonflement des argiles permet de connaître les sols argileux ou marneux susceptibles vis-à-vis de ce phénomène.
Ces risques naturels sont pris en compte dans l'aménagement du territoire de la commune par le biais d'un plan de prévention des risques inondations.

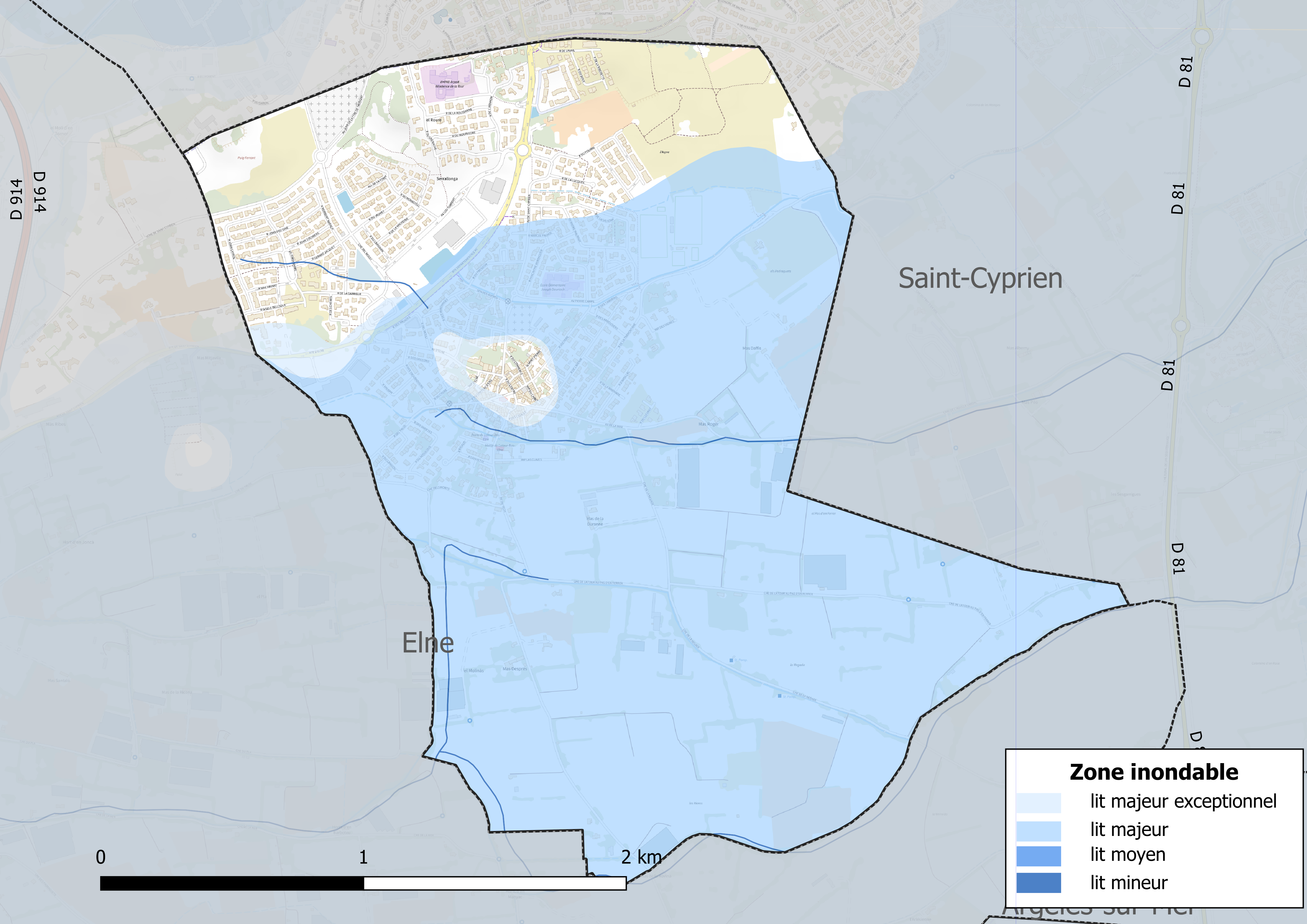
Carte des zones inondables.
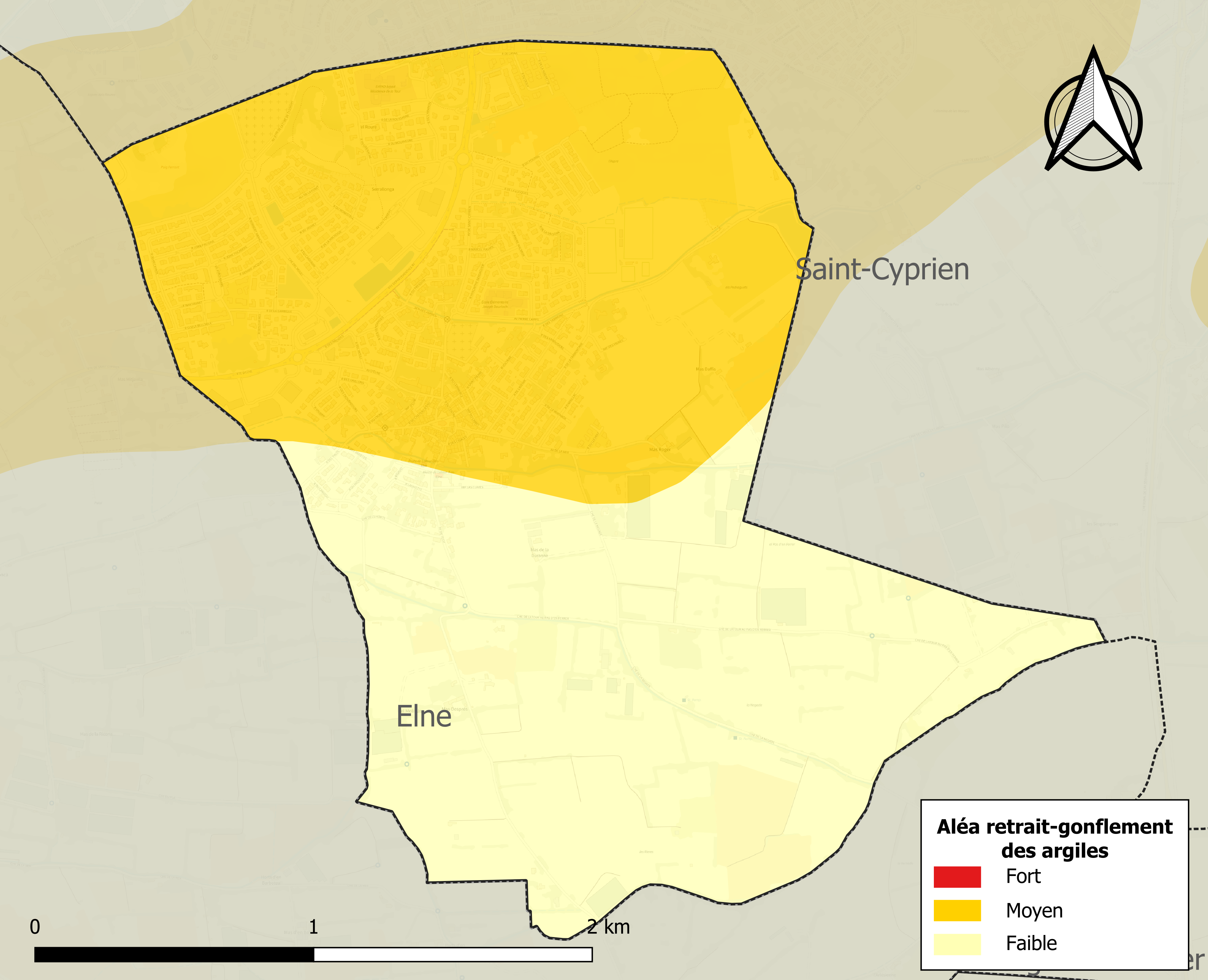
Carte des zones d'aléa retrait-gonflement des argiles.

## Toponymie
En catalan, le nom de la commune est La Torre del Bisbe ou La Torre d'Elna.
Les mentions les plus anciennes citent au Xe siècle un autre nom sans rapport avec Latour-Bas-Elne. C'était Atiliago et Aziliaco, parfois francisé plus tard en Aziliac.
Peu à peu, à partir du Xe siècle le nom Turre le supplante. Le terme Turre (du latin turris : tour) servant à décrire l'ouvrage défensif élevé là. Cette tour, ou château fut la propriété de l’évêque d’Elne et est alors dénommée, en catalan La Torre del Bisbe (La Tour de l'évêque). Après l'annexion du Roussillon par la France, le village est désigné sous les noms catalans La Torre d'Elna ou La Torre prop d'Elna (près d'Elne). Le nom francisé Latour-Bas-Elne a été retenue au XVIIIe siècle, sur la carte de Cassini notamment, et adoptée par l'Administration.
Une interprétation de « Atiliaco » est « le domaine d"Atilius » selon une étymologie gallo-romaine.
Une autre étymologie ibère du nom ancien est donnée dans l'article sur Collioure.

## Politique et administration

### Liste des maires
| Période   | Période   | Identité           | Étiquette | Qualité           |
| --------- | --------- | ------------------ | --------- | ----------------- |
| 1793      | 1799      | Joseph Comas       |           |                   |
| 1799      | 1800      | Jean Teill         |           |                   |
| 1800      | 1801      | Antoine Marti      |           |                   |
| 1801      | 1802      | Jean Teil          |           |                   |
| 1802      | 1805      | Henri Durand       |           |                   |
| 1805      | 1808      | Jean Christine     |           |                   |
| 1808      | 1820      | Joseph Palanque    |           |                   |
| 1820      | 1820      | Narcisse Bazi      |           |                   |
| 1820      | 1830      | Baptiste Marti     |           |                   |
| 1830      | 1847      | Joseph Pujariscle  |           |                   |
| 1847      | 1851      | Jean Baches        |           |                   |
| 1851      | 1852      | Joseph Badie       |           |                   |
| 1852      | 1876      | Joseph David       |           |                   |
| 1876      | 1891      | Jacques Barrere    |           |                   |
| 1891      | 1896      | Pierre Vidal       |           |                   |
| 1896      | 1898      | Antoine Escaro     |           |                   |
| 1898      | 1898      | Mathieu Badie      |           |                   |
| 1898      | 1904      | Baptiste Maris     |           |                   |
| 1904      | 1912      | Mathieu Badie      |           |                   |
| 1912      | 1914      | Antoine Bertrand   |           |                   |
| 1914      | 1919      | Jean Escaro        |           |                   |
| 1919      | 1922      | Antoine Bertrand   |           |                   |
| 1922      | 1941      | Joseph Dauriach    |           |                   |
| 1941      | 1944      | Michel Fosse       |           |                   |
| 1944      | 1947      | Roger Teill        |           |                   |
| 1947      | 1968      | Pierre Camps       |           |                   |
| 1968      | mars 1971 | Pierre Rebardy     |           |                   |
| mars 1971 | mars 2001 | Jean-Claude Durand |           |                   |
| mars 2001 | 2020      | Pierre Rogé,       | DVD       | Retraité agricole |
| 2020      | En cours  | François Bonneau   |           |                   |

## Population et société

### Démographie ancienne
La population est exprimée en nombre de feux (f) ou d'habitants (H).
| 1358 | 1365 | 1378 | 1424 | 1470 | 1515 | 1553 | 1643 | 1709 |
| ---- | ---- | ---- | ---- | ---- | ---- | ---- | ---- | ---- |
| 26 f | 27 f | 18 f | 18 f | 14 f | 9 f  | 7 f  | 24 f | 28 f |

| 1720 | 1730 | 1767  | 1774 | 1789 | 1790  | - | - | - |
| ---- | ---- | ----- | ---- | ---- | ----- | - | - | - |
| 27 f | 19 f | 108 H | 19 f | 27 f | 138 H | - | - | - |

### Démographie contemporaine
L'évolution du nombre d'habitants est connue à travers les recensements de la population effectués dans la commune depuis 1793. Pour les communes de moins de 10 000 habitants, une enquête de recensement portant sur toute la population est réalisée tous les cinq ans, les populations de référence des années intermédiaires étant quant à elles estimées par interpolation ou extrapolation. Pour la commune, le premier recensement exhaustif entrant dans le cadre du nouveau dispositif a été réalisé en 2004.

En 2022, la commune comptait 3 224 habitants, en évolution de +23,34 % par rapport à 2016 (Pyrénées-Orientales : +3,92 %, France hors Mayotte : +2,11 %).
| 1793 | 1800 | 1806 | 1821 | 1831 | 1836 | 1841 | 1846 | 1851 |
| ---- | ---- | ---- | ---- | ---- | ---- | ---- | ---- | ---- |
| 105  | 155  | 240  | 226  | 266  | 294  | 325  | 338  | 325  |

| 1856 | 1861 | 1866 | 1872 | 1876 | 1881 | 1886 | 1891 | 1896 |
| ---- | ---- | ---- | ---- | ---- | ---- | ---- | ---- | ---- |
| 350  | 310  | 316  | 303  | 329  | 342  | 395  | 351  | 358  |

| 1901 | 1906 | 1911 | 1921 | 1926 | 1931 | 1936 | 1946 | 1954 |
| ---- | ---- | ---- | ---- | ---- | ---- | ---- | ---- | ---- |
| 378  | 370  | 364  | 387  | 405  | 461  | 463  | 455  | 511  |

| 1962 | 1968 | 1975 | 1982 | 1990  | 1999  | 2004  | 2006  | 2009  |
| ---- | ---- | ---- | ---- | ----- | ----- | ----- | ----- | ----- |
| 555  | 631  | 661  | 945  | 1 346 | 1 711 | 1 926 | 2 001 | 2 170 |

| 2014  | 2019  | 2022  | - | - | - | - | - | - |
| ----- | ----- | ----- | - | - | - | - | - | - |
| 2 372 | 3 158 | 3 224 | - | - | - | - | - | - |

| selon la population municipale des années : | 1968 | 1975 | 1982 | 1990 | 1999 | 2006 | 2009 | 2013 |
| Rang de la commune dans le département      | 73   | 80   | 69   | 60   | 55   | 50   | 50   | 50   |
| Nombre de communes du département           | 232  | 217  | 220  | 225  | 226  | 226  | 226  | 226  |

### Manifestations culturelles et festivités
- Fête patronale et communale : 25 juillet[40].

## Économie

### Revenus
En 2018, la commune compte 1 320 ménages fiscaux, regroupant 3 058 personnes. La médiane du revenu disponible par unité de consommation est de 21 260 € (19 350 € dans le département). 51 % des ménages fiscaux sont imposés (42,1 % dans le département).

### Emploi
|                | 2008   | 2013   | 2018   |
| -------------- | ------ | ------ | ------ |
| Commune        | 8,8 %  | 12,3 % | 11,2 % |
| Département    | 10,3 % | 12,9 % | 13,3 % |
| France entière | 8,3 %  | 10 %   | 10 %   |

En 2018, la population âgée de 15 à 64 ans s'élève à 1 698 personnes, parmi lesquelles on compte 74,4 % d'actifs (63,2 % ayant un emploi et 11,2 % de chômeurs) et 25,6 % d'inactifs,. Depuis 2008, le taux de chômage communal (au sens du recensement) des 15-64 ans est inférieur à celui du département, mais supérieur à celui de la France.
La commune fait partie de la couronne de l'aire d'attraction de Perpignan, du fait qu'au moins 15 % des actifs travaillent dans le pôle,. Elle compte 507 emplois en 2018, contre 459 en 2013 et 379 en 2008. Le nombre d'actifs ayant un emploi résidant dans la commune est de 1 099, soit un indicateur de concentration d'emploi de 46,1 % et un taux d'activité parmi les 15 ans ou plus de 52,1 %.
Sur ces 1 099 actifs de 15 ans ou plus ayant un emploi, 194 travaillent dans la commune, soit 18 % des habitants. Pour se rendre au travail, 88,8 % des habitants utilisent un véhicule personnel ou de fonction à quatre roues, 1 % les transports en commun, 7 % s'y rendent en deux-roues, à vélo ou à pied et 3,2 % n'ont pas besoin de transport (travail au domicile).

### Activités hors agriculture

#### Secteurs d'activités
218 établissements sont implantés  à Latour-Bas-Elne au 31 décembre 2019. Le tableau ci-dessous en détaille le nombre par secteur d'activité et compare les ratios avec ceux du département,.
| Secteur d'activité                                                                                        | Commune | Commune | Département |
| Secteur d'activité                                                                                        | Nombre  | %       | %           |
| --- | ------- | ------- | ----------- |
| Ensemble                                                                                                  | 218     | 100 %   | (100 %)     |
| Industrie manufacturière, industries extractives et autres                                                | 9       | 4,1 %   | (8,7 %)     |
| Construction                                                                                              | 53      | 24,3 %  | (14,3 %)    |
| Commerce de gros et de détail, transports, hébergement et restauration                                    | 60      | 27,5 %  | (30,5 %)    |
| Information et communication                                                                              | 3       | 1,4 %   | (1,9 %)     |
| Activités financières et d'assurance                                                                      | 10      | 4,6 %   | (3 %)       |
| Activités immobilières                                                                                    | 21      | 9,6 %   | (6,2 %)     |
| Activités spécialisées, scientifiques et techniques et activités de services administratifs et de soutien | 22      | 10,1 %  | (13 %)      |
| Administration publique, enseignement, santé humaine et action sociale                                    | 24      | 11 %    | (13,9 %)    |
| Autres activités de services                                                                              | 16      | 7,3 %   | (8,5 %)     |

Le secteur du commerce de gros et de détail, des transports, de l'hébergement et de la restauration est prépondérant sur la commune puisqu'il représente 27,5 % du nombre total d'établissements de la commune (60 sur les 218 entreprises implantées  à Latour-Bas-Elne), contre 30,5 % au niveau départemental.

#### Entreprises et commerces
Les cinq entreprises ayant leur siège social sur le territoire communal qui génèrent le plus de chiffre d'affaires en 2020 sont : 
- Revi, supermarchés (15 273 k€)
- Brico Latour, commerce de détail de quincaillerie, peintures et verres en grandes surfaces (400 m² et plus) (4 862 k€)
- GTP, travaux de terrassement courants et travaux préparatoires (530 k€)
- Les Oliviers, restauration traditionnelle (530 k€)
- Bon Profit, restauration traditionnelle (317 k€)

### Agriculture
La commune est dans la « plaine du Roussillon », une petite région agricole occupant la bande côtière et une grande partie centrale du département des Pyrénées-Orientales. En 2020, l'orientation technico-économique de l'agriculture  sur la commune est la polyculture et/ou le polyélevage.
|               | 1988 | 2000 | 2010 | 2020 |
| ------------- | ---- | ---- | ---- | ---- |
| Exploitations | 47   | 21   | 12   | 11   |
| SAU (ha)      | 368  | 240  | 93   | 93   |

Le nombre d'exploitations agricoles en activité et ayant leur siège dans la commune est passé de 47 lors du recensement agricole de 1988  à 21 en 2000 puis à 12 en 2010 et enfin à 11 en 2020, soit une baisse de 77 % en 32 ans. Le même mouvement est observé à l'échelle du département qui a perdu pendant cette période 73 % de ses exploitations,. La surface agricole utilisée sur la commune a également diminué, passant de 368 ha en 1988 à 93 ha en 2020. Parallèlement la surface agricole utilisée moyenne reste stable à 8 ha.

## Culture locale et patrimoine

### Monuments et lieux touristiques

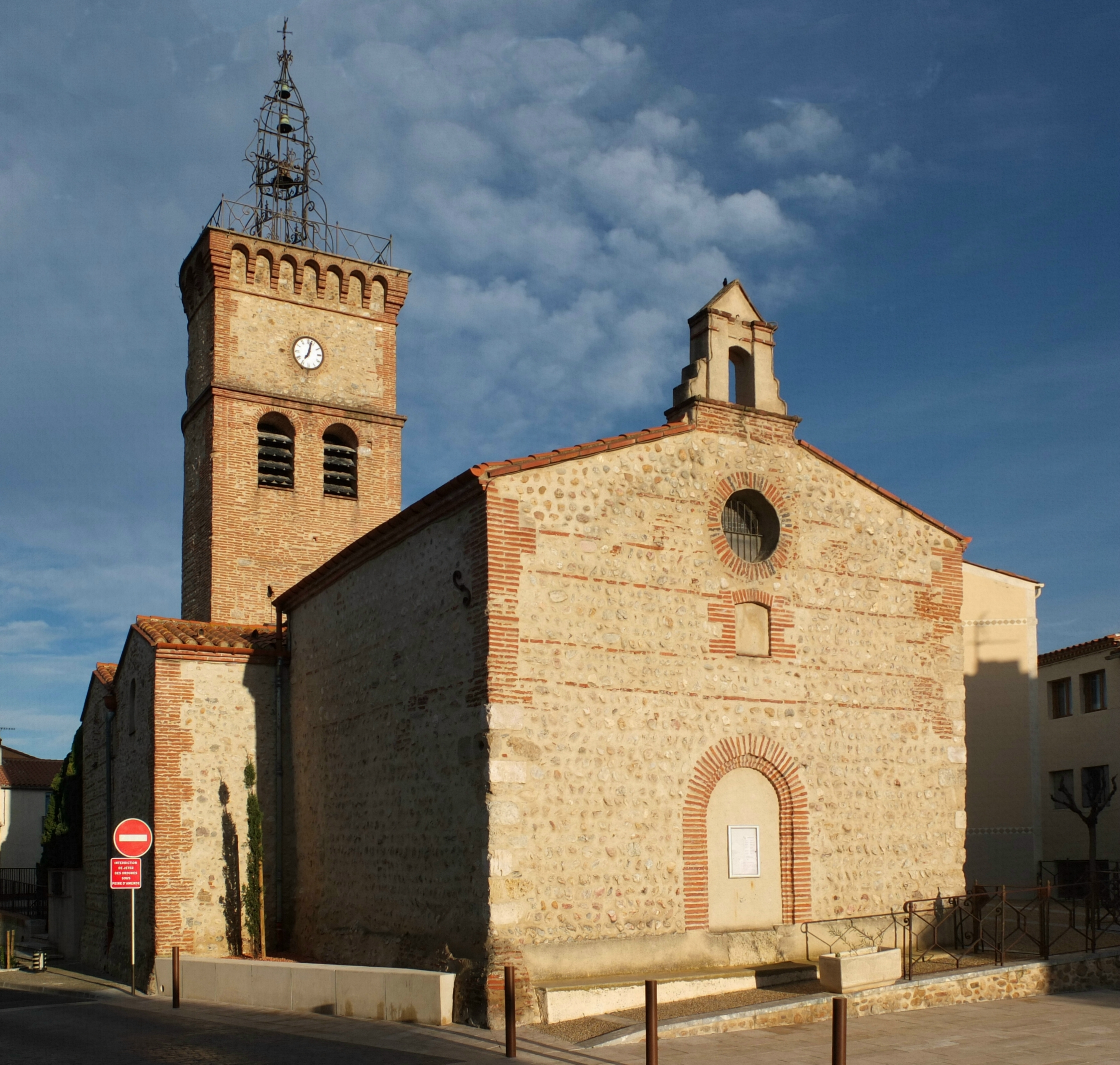
L'église paroissiale.

L'église Saint-Jacques est l'église paroissiale de Latour-Bas-Elne. C'était initialement une petite église romane du XIIe siècle, agrandie par étapes successives jusqu'au XXe siècle. Au XIVe siècle, son abside est remplacée par une tour de guet et de défense semi-circulaire, ensuite convertie en clocher, et surélevée de six mètres en 1901 pour y ajouter une horloge et d"un clocheton en fer forgé au sommet.
Le monument aux morts, situé près du cimetière, est inauguré le 11 novembre 1924.

### Personnalités liées à la commune
- Fernand Vaquer, dit le Maréchal, joueur de rugby à XV, né en 1889 à Latour-Bas-Elne.
- Gaston Rous, joueur de rugby à XV, né en 1929 à Latour-Bas-Elne. Champion de France de rugby à XV en 1955 avec l'USAP. Trois-quarts centre (1,73 m).